# Mercurial (album)
Mercurial è il terzo album in studio della musicista australiana Vera Blue, pubblicato nel 2022.

## Tracce
Testi e musiche di Celia Pavey, Andy Mak e Thom Mak, eccetto dove indicato.
1. Alright Now – 3:32
2. Lethal – 2:49
3. Feel Better – 3:07
4. The Curse – 2:44 (Pavey, Billy Johnston)
5. Heart Still Works – 3:55
6. Everything Is Wonderful – 3:22
7. Wherever We Go – 3:19
8. Mermaid Avenue – 3:09
9. Trust Fall – 3:31 (Pavey, Steve Solomon, Andrew Goldstein)
10. Red Rose – 3:49

## Formazione
- Celia Pavey – voce
- Andy Mak – programmazioni (tutte le tracce), sintetizzatore (1–9), basso (3, 4), piano (4, 6, 8–10), batteria (5, 7), chitarra (7); cori, archi (10)
- Thom Mak – chitarra (1, 4, 5, 7), sintetizzatore (1–3, 5–8, 10), basso (3), cori (10)
- Billy Johnston – programmazioni, sintetizzatore (4)
- Steve Solomon – sintetizzatore (9)